# José Rodrigues (Radsportler)

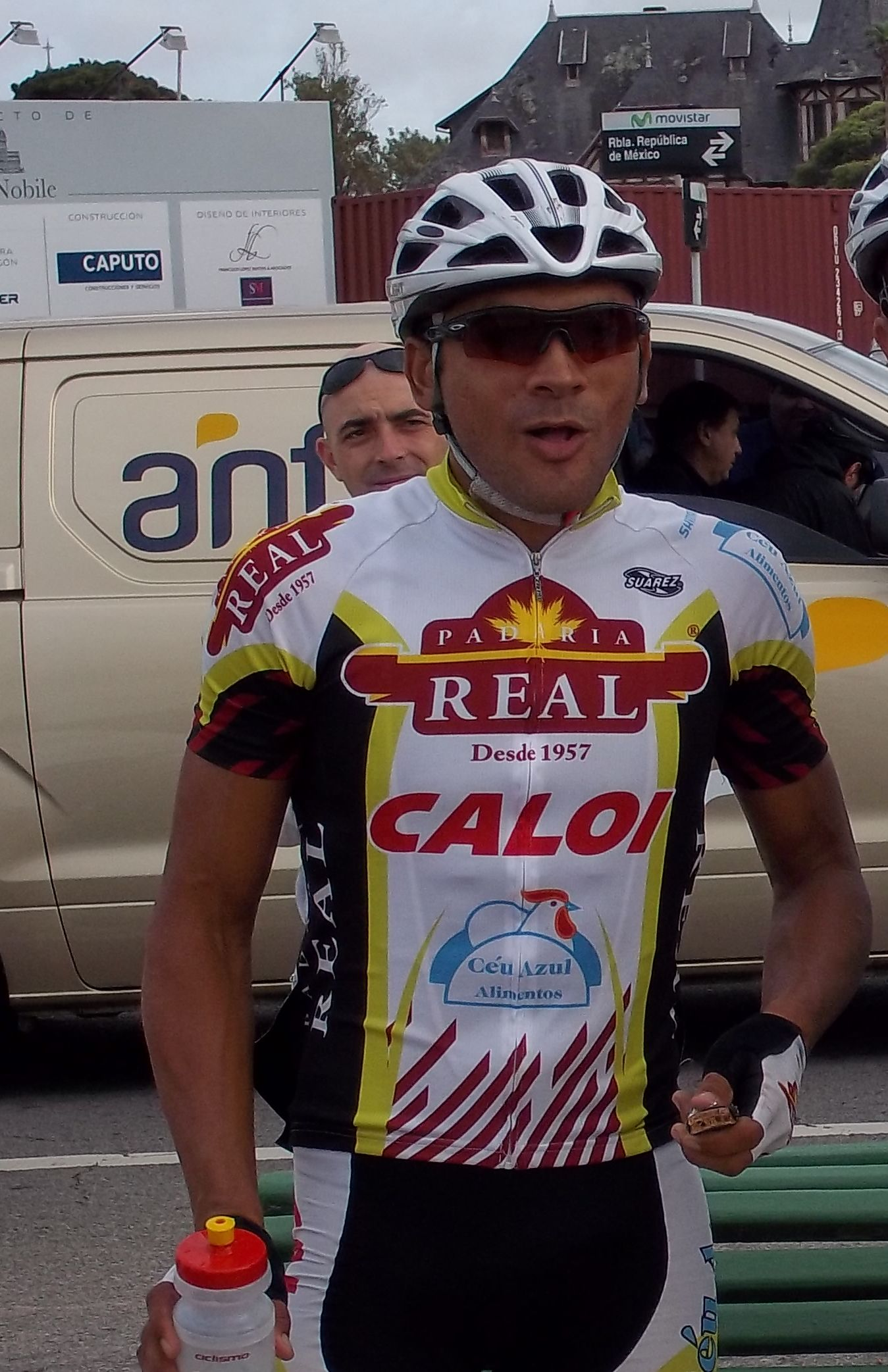
José Rodrigues (2012)

José Eriberto Medeiros Filho Rodrigues (* 15. April 1984) ist ein brasilianischer Radrennfahrer.
José Rodrigues gewann seit 2010 verschiedene Wettbewerbe der UCI America Tour. Sein bis dahin größter Karriereerfolg war der Gesamtsieg der  Tour do Brasil Volta Ciclística de São Paulo-Internacional 2011.

## Erfolge
2010
- eine Etappe Tour de Santa Catarina

2011
- eine Etappe Volta Ciclística Internacional de Gravataí
- Gesamtwertung und eine Etappe Tour do Brasil Volta Ciclística de São Paulo-Internacional

2014
- eine Etappe Tour do Brasil Volta Ciclística de São Paulo-Internacional
- eine Etappe Tour do Rio

## Teams
- 2010 Funvic-Pindamonhangaba
- 2012 Real Cycling Team
- 2014 Ironage-Colner